# Frank Langella
Frank A. Langella Jr. (Bayonne, 1º gennaio 1938) è un attore statunitense, di origini italiane.
La sua figura è senza dubbio legata a quella del Conte Dracula, personaggio che ha interpretato nel 1979 nel film Dracula di John Badham. Langella è anche un acclamato interprete teatrale e per le sue apparizioni a Broadway ha vinto quattro Tony Award.

## Biografia
Langella, italoamericano, nacque a Bayonne (New Jersey), figlio di Angelina e Frank A. Langella Sr., presidente della Bayonne Barrel and Drum Company. Langella frequentò la Washington Elementary School e la Bayonne High School a Bayonne. A seguito del trasloco della famiglia a South Orange (New Jersey), si diplomò presso la Columbia High School, nel South Orange-Maplewood School District, nel 1955, e si laureò presso la Syracuse University nel 1959 in Bachelor of Arts in ruoli drammatici. Fa parte della confraternita Alpha Chi Rho.
L'attore fu candidato al Golden Globe nel 1971 nella categoria miglior attore debuttante per il film Diario di una casalinga inquieta (1970), mentre nel 2009 fu candidato al Premio Oscar per la sua interpretazione di Richard Nixon nel film Frost/Nixon - Il duello. Assieme a Christopher Lee e Richard Roxburgh, è uno dei pochi attori che ha interpretato sia Dracula sia Sherlock Holmes.

## Vita privata
Dal 1977 al 1996 è stato sposato con l'editrice Ruth Weil, con la quale ha avuto due figli; successivamente ha convissuto con la collega Whoopi Goldberg dal 1996 al 2001.

## Filmografia

### Cinema
- Il mistero delle dodici sedie (The Twelve Chairs), regia di Mel Brooks (1970)
- Diario di una casalinga inquieta (Diary of a Mad Housewife), regia di Frank Perry (1970)
- Unico indizio: una sciarpa gialla (La Maison sous les arbres), regia di René Clément (1971)
- La collera di Dio (The Wrath of God), regia di Ralph Nelson (1972)
- Dracula, regia di John Badham (1979)
- Sfinge (Sphynx), regia di Franklin J. Schaffner (1981)
- Club di uomini (The Man's Club), regia di Peter Medak (1986)
- I dominatori dell'universo (Masters of the Universe), regia di Gary Goddard (1987)
- E Dio creò la donna (And God Created Woman), regia di Roger Vadim (1988)
- Cambio d'identità (True Identity), regia di Charles Lane (1991)
- 1492 - La conquista del paradiso (1492: Conquest of Paradise), regia di Ridley Scott (1992)
- Body of Evidence, regia di Uli Edel (1993)
- Dave - Presidente per un giorno (Dave), regia di Ivan Reitman (1993)
- Brainscan - Il gioco della morte (Brainscan), regia di John Flynn (1994)
- Junior, regia di Ivan Reitman (1994)
- Bad Company, regia di Damian Harris (1995)
- Corsari (Cutthroat Island), regia di Renny Harlin (1995)
- Eddie - Un'allenatrice fuori di testa (Eddie), regia di Steve Rash (1996)
- Lolita, regia di Adrian Lyne (1997)
- La nona porta (The Ninth Gate), regia di Roman Polanski (1999)
- Sweet November - Dolce novembre (Sweet November), regia di Pat O'Connor (2001)
- House of D - Il mio amico speciale (House of D), regia di David Duchovny (2004)
- Good Night, and Good Luck., regia di George Clooney (2005)
- Superman Returns, regia di Bryan Singer (2006)
- Frost/Nixon - Il duello (Frost/Nixon), regia di Ron Howard (2008)
- The Caller regia di Richard Ledes (2008)
- The Box, regia di Richard Kelly (2009)
- Wall Street - Il denaro non dorme mai (Wall Street: Money Never Sleeps), regia di Oliver Stone (2011)
- Love & Secrets (All Good Things) regia di Andrew Jarecki (2010)
- Unknown - Senza identità (Unknown) , regia di Jaume Collet-Serra (2011)
- Robot & Frank, regia di Jake Schreier (2012)
- The Time Being, regia di Nenad Cicin-Sain (2012)
- Muhammad Ali's Greatest Fight, regia di Stephen Frears (2013)
- Muppets 2 - Ricercati (Muppets Most Wanted), regia di James Bobin (2014)
- Noah, regia di Darren Aronofsky (2014)
- Grace di Monaco (Grace of Monaco), regia di Olivier Dahan (2014)
- Draft Day, regia di Ivan Reitman (2014)
- Dalle 5 alle 7 - Due ore per l'amore (5 to 7), regia di Victor Levin (2014)
- Verso la fine del mondo (Parts Per Billion), regia di Brian Horiuchi (2015)
- Niente cambia, tutto cambia (The Driftless Area), regia di Zachary Sluser (2015)
- Ultimo viaggio in Oregon (Youth in Oregon), regia di Joel David Moore (2016)
- Captain Fantastic, regia di Matt Ross (2016)
- Il processo ai Chicago 7 (The Trial of the Chicago 7), regia di Aaron Sorkin (2020)

### Televisione
- Le cause dell'avvocato O'Brien (The Trials of O'Brien) – serie TV, 1x09 (1965)
- NBC Experiment in Television – show TV, un episodio (1967)
- NET Playhouse – serie TV, un episodio (1967)
- Marcus Welby (Marcus Welby, M.D.) – serie TV, episodio 5x07 (1973)
- Mannix – serie TV, episodio 7x07 (1973)
- Love Story – serie TV, un episodio (1973)
- The Mark of Zorro, regia di Don McDougall – film TV (1974)
- La famiglia Robinson (Swiss Family Robinson) – serie TV, 2 episodi (1976)
- Sherlock Holmes – film TV (1981)
- I, Leonardo: A Journey of the Mind, regia di Lee R. Bobker – film TV (1983)
- Liberty, regia di Richard C. Sarafian – film TV (1986)
- CBS Summer Playhouse – serie TV, episodio 2x06 (1988)
- Star Trek: Deep Space Nine – serie TV, episodi 2x01-2x02-2x03 (1993) - non accreditato
- Doomsday Gun, regia di Robert Young – film TV (1993)
- Mosè (Moses), regia di Roger Young – miniserie TV (1995)
- The Greatest Pharaohs, regia di Scott Paddor e Wayne Grajeda – docufilm (1996)
- Giasone e gli Argonauti (Jason and the Argonauts), regia di Nick Willing – miniserie TV (2000)
- Cry Baby Lane, regia di Peter Lauer – film TV (2000)
- The Beast – serie TV, 6 episodi (2001)
- Law & Order - Unità vittime speciali (Law & Order: Special Victims Unit) – serie TV, episodio 4x20 (2003)
- Unscripted – serie TV, 10 episodi (2005)
- A me gli occhi... (Now You See It...), regia di Duwayne Dunham – film TV (2005)
- Kitchen Confidential – serie TV (2005)
- Apocalypse - L'apocalisse (10.5 - Apocalypse) – miniserie TV (2006)
- Muhammad Ali's Greatest Fight, regia di Stephen Frears – film TV (2013)
- The Americans – serie TV, 31 episodi (2015-2017)
- All the Way, regia di Jay Roach – film TV (2016)
- Kidding - Il fantastico mondo di Mr. Pickles (Kidding) – serie TV, 20 episodi (2018-2020)

### Doppiatore
- Small Soldiers, regia di Joe Dante (1998)
- Le avventure del topino Despereaux (The Tale of Despereaux), regia di Sam Fell e Robert Stevenhagen (2008)
- American Dad! – serie animata, episodio 15x04 (2018)

## Teatro (parziale)
- The Immoralist di Ruth e Augustus Goetz. Bouwerie Lane Theatre dell'Off Broadway (1964)
- Il diavolo bianco (o Vittoria Corombona) di John Webster. Circle in the Square Theatre di Broadway (1965)
- Yerma di Federico García Lorca. Vivian Beaumont Theatre di Broadway (1966)
- I diavoli di John Whiting. Mark Taper Forum di Los Angeles (1967)
- Marina di Edward Albee. Shubert Theatre di Broadway (1975)
- Il principe di Homburg di Heinrich von Kleist. Westside Theatre dell'Off Broadway (1976)
- Dracula di Hamilton Deane. Martin Beck Theatre di Broadway (1977)
- Amadeus di Peter Shaffer. Broadhurst Theatre di Broadway (1982)
- Partita a quattro di Noël Coward. Circle in the Square Theatre di Broadway (1984)
- La tempesta di William Shakespeare. Union Square Theatre di New York (1989)
- Scene da un'esecuzione di Howard Barker. Mark Taper Forum di Los Angeles (1993)
- Il padre di August Strindberg. Criterion Center Stage Right di New York (1996)
- Il divo Garry di Noël Coward. Walter Kerr Theatre di Broadway (1996)
- Cyrano de Bergerac di Edmond Rostand. Laura Pels Theatre dell'Off Broadway (1997)
- A Christmas Carol, libretto di Mike Ockrent e Lynn Ahrens, colonna sonora di Alan Menken, Madison Square Garden di New York (2000)
- Pane altrui di Ivan Sergeevič Turgenev. Music Box Theatre di Broadway (2002)
- Frost/Nixon di Peter Morgan. Donmar Warehouse di Londra (2006), Bernard B. Jacobs Theatre di Broadway (2007)
- Un uomo per tutte le stagioni di Robert Bolt. American Airlines Theatre di Broadway (2008)
- Re Lear di William Shakespeare. Chichester Theatre Festival di Chichester (2013), Brooklyn Academy of Music di New York (2014)
- Il padre di Florian Zeller. Samuel J. Friedman Theatre di Broadway (2016)

## Doppiatori italiani
Nelle versioni in italiano delle opere in cui ha recitato, Frank Langella è stato doppiato da:
- Luciano De Ambrosis in Corsari, La nona porta, A me gli occhi..., Frost/Nixon - Il duello, The Box, Unknown - Senza identità, Muppets 2 - Ricercati, Il processo ai Chicago 7
- Michele Gammino in Il mistero delle dodici sedie, Mosè, Love & Secrets, Muhammad Ali's Greatest Fight, Grace di Monaco
- Bruno Alessandro in Good Night, and Good Luck., Wall Street - Il denaro non dorme mai, Draft Day, Niente cambia, tutto cambia, Kidding - Il fantastico mondo di Mr. Pickles
- Pietro Biondi in Lolita, Sweet November - Dolce novembre, Dalle 5 alle 7 - Due ore per l'amore, The Americans
- Alessandro Rossi ne E Dio creò la donna,  Brainscan - Il gioco della morte
- Sandro Iovino in Cambio d'identità, Junior
- Dario Penne in Apocalypse - L'apocalisse, Ultimo viaggio in Oregon
- Elio Zamuto in Dracula e in Stardom
- Sergio Di Stefano in Diario di una casalinga inquieta
- Gianni Marzocchi ne I dominatori dell'universo
- Pino Colizzi in Body of Evidence
- Paolo Lombardi in Dave - Presidente per un giorno
- Sergio Tedesco in Star Trek - Deep Space Nine
- Sergio Rossi in Bad Company
- Massimiliano Lotti in Eddie - Un'allenatrice fuori di testa
- Sergio Fiorentini in Giasone e gli Argonauti
- Massimo Milazzo in House of D - Il mio amico speciale
- Gino La Monica in Kitchen Confidential
- Fabrizio Pucci in Unscripted
- Rodolfo Bianchi in Superman Returns
- Germano Longo in Verso la fine del mondo
- Stefano De Sando in Captain Fantastic
- Angelo Nicotra in All the Way

Da doppiatore è sostituito da:
- Stefano De Sando in Small Soldiers
- Rodolfo Bianchi in Le avventure del topino Despereaux
- Stefano Benassi in Noah

## Riconoscimenti
Premi Oscar 2009 – Candidatura all'Oscar al miglior attore per Frost/Nixon - Il duello